# Подорожный, Николай Алексеевич
Николай Алексеевич Подорожный (1924—1998) — участник Великой Отечественной войны, комсорг стрелкового батальона 448-го стрелкового полка (397-я стрелковая дивизия, 61-я армия, 1-й Белорусский фронт), младший лейтенант. Герой Советского Союза (1946).

## Биография
Родился 15 декабря 1924 года в семье рабочего. Русский.
Через шесть лет его семья переехала в Махачкалу. Здесь Николай пошел в школу. Получил неполное среднее образование.
В Красной Армии с августа 1942 года. Учился на курсах младших лейтенантов при Бакинском зенитно-артиллерийском училище, но в это время Сталинградское сражение приобрело особенно ожесточённый характер, и Подорожный в звании ефрейтора был временно направлен в части противовоздушной обороны в район Сталинграда. В действующей армии с 1943 года. Член ВКП(б)/КПСС с 1944 года. Воевал в составе 397-й стрелковой дивизии, был разведчиком взвода управления 3-го дивизиона её 1015-го артиллерийского полка. За мужество и доблесть, проявленные в боях был награждён орденами Красной Звезды и Славы 3-й степени, медалями «За отвагу» и «За боевые заслуги». В связи с переводом на партийно-политическую работу к началу 1945 года получил звание младшего лейтенанта.
Комсорг стрелкового батальона 448-го стрелкового полка младший лейтенант Николай Подорожный отличился 22 апреля 1945 года. Во главе группы бойцов преодолел Одер севернее города Врицен (Германия). Группа захватила рубеж и в течение 24 часов удерживала его, отбивая вражеские атаки, чем содействовала форсированию реки другими подразделениями.
С 1946 года майор Подорожный — в запасе. В 1949 году окончил Махачкалинское училище МВД.
Жил в городе Махачкала Дагестанской АССР. Некоторое время возглавлял дагестанский совет спортивного общества «Спартак».
Умер 14 ноября 1998 года. Похоронен на Старом Русском кладбище в Махачкале.

## Награды
- Звание Героя Советского Союза присвоено 15 мая 1946 года.
- Награждён орденом Ленина, Отечественной войны 1 степени, Красной Звезды и Славы 3 степени, а также медалями, среди которых медаль «За отвагу».

## Память
Его именем названы улицы в посёлке Новый Кяхулай и селе Леваши.